# Oranje Zwart
Mixed Hockey Club "Oranje Zwart", kortweg MHC Oranje Zwart of gewoon Oranje Zwart was een Nederlandse hockeyclub uit Eindhoven. De club is opgericht op 1 september 1933 en is op 1 juli 2016 samen met EMHC gefuseerd tot Hockeyclub Oranje-Rood. De club sloot haar bestaan af met het kampioenschap bij de heren. De club speelde haar thuiswedstrijden op Sportpark Aalsterweg.

## Geschiedenis

### Ontstaan van de club
Oranje Zwart is officieel opgericht op 1 september 1933.
De vereniging, onder leiding van oud-voetballer Piet van der Linden, kent aanvankelijk 24 leden, verdeeld over een heren- en een damesteam die hun thuiswedstrijden speelden op Kortonjo, een boerenhoeve aan de overkant van de Aalsterweg.
In die jaren dertig wordt hockey beschouwd als een elitesport en is er nog geen sprake van een competitie; er wordt gespeeld op uitnodiging van een club en het plezier staat boven alles. De contributie bestaat uit zes guldens per jaar, te innen in drie termijnen.
Na drie jaar is het lidmaatschap van de nationale bond KNHB een feit en nog vlak voor de oorlog beschikt Oranje Zwart over een eigen sportveld met kleedruimte aan de Bootenlaan.
Sinds 1937 wordt ook een clubblaadje uitgegeven met de naam M.H.O.Z.-nieuws. Twintig jaar later verandert de naam in 'Flits', die van 1957 tot september 2004 verschijnt om de leden op de hoogte houden van de nieuwtjes en de wedstrijdplanning.
Gedurende de oorlogsjaren worden alle verenigingen door de bezetter extra in de gaten gehouden. Vergaderen is niet toegestaan en de kleur oranje in het wedstrijdtenue is verboden. Ballen en hockeysticks zijn nauwelijks verkrijgbaar, maar OZ blijft hecht en op een bescheiden wijze bestaan.
Na de oorlog kent Eindhoven vier hockeyverenigingen; HTCC, HTC Eindhoven, EMHC en Oranje Zwart. De eerste twee hebben hun velden aan de Oirschotsedijk. EMHC en Oranje Zwart krijgen in 1948 de beschikking over drie grasvelden op het geheel nieuwe gemeentelijke sportterrein aan de Aalsterweg. De voorzieningen zijn beperkt, de kleedruimten krap en uit de kranen in de doucheruimten komt alleen koud water, maar het voelt goed om weer terug te zijn aan de Aalsterweg.
Hockey wordt steeds populairder en Oranje Zwart groeit. Vanwege de ligging op de gemeentegrens is OZ favoriet bij hockeyers uit Aalst en Waalre. Ook als die gemeente een eigen club krijgt (DVS) blijven toch veel hockeyers trouw aan hun Oranje Zwart.
Binnen de vereniging ontstaan vele vriendschappen en relaties. Hockey-huwelijken zijn er diverse en menig geboortekaartje prijkt op het prikbord in het clubhuis en jonge moeders staan op zondag met de kinderwagen langs de lijn te kijken naar hun mannen. De naoorlogse babyboom gaat zeker niet aan OZ voorbij.
Enkele Oranje Zwartspelers van het eerste uur voelen zich rijp om veteranenhockey te gaan spelen en noemen zich het Oranje Zwart Racing Team.
Hun ideeën over die organisatie passen niet bij het beleid van het OZ-bestuur en in 1949 scheiden ze zich af en verhuizen naar Woensel. Hieruit zal een nieuwe Eindhovense hockeyvereniging HC Racing opbloeien.
Pas in 1956 wordt binnen OZ een nieuwe veteranenafdeling gevormd op initiatief van Frans van der Meulen. Teams van geroutineerde dertigers ontstaan, maar ze nemen geen deel aan de competitie. De introductie van het kunstgras maakt het spel echter te snel voor hen en ze gaan op zoek naar een alternatieve sportbezigheid. Uiteindelijk richten zij naast de velden van Oranje Zwart Golfclub De Tongelreep op. In 1987 werd de golf zelfstandig en op de dag van vandaag floreert de vereniging met een recent verbouwd clubhuis en een fraaie 9-holesgolfbaan. Vanwege de ligging pal naast OZ wordt de driving range tijdens hockeytoernooien nog steeds gebruikt voor extra speelvelden.
Sinds 1948 trainen de schoolhockeyers van het St. Joriscollege (SJC, jongens) en het Catharinalyceum (SHOT, meisjes) op de velden van Oranje Zwart. De clubleiding ziet dat er volop talent is in die schoolteams en besluit in 1958 om de technische commissie (die voordien alleen de senioren bedient) uit te breiden met een jeugdcommissie.
In 1958 wordt het zilveren jubileum gevierd en de oprichter, Piet van der Linden, krijgt het verzoek om voor de tweede keer de voorzittershamer ter hand te nemen. Onder zijn voorzitterschap wordt een nieuw modern clubhuis gerealiseerd met verwarmde kleedruimtes en warme douches, dat in september 1960 in gebruik genomen wordt.
1960 is ook het jaar waarin het bestuur instemt met een initiatief om veteranenhockey voor dames te organiseren. Na een voorzichtige start volgt in 1968 een tweede elftal en twee jaar later speelt OZ met vier dames-veteranessenteams een huisvrouwencompetitie met EMHC.
Het jeugdhockey groeit in populariteit. In 1966 wordt de TC verdeeld in drie disciplines; jeugd, senioren en veteranen. Er komt meer aandacht voor het serieus trainen en begeleiden van jeugdige spelers en speelsters. Gevolg: Een fikse toestroom van nieuwe jeugdleden bij Oranje Zwart komt op gang. Die ledenaanwas geeft regelmatig capaciteitsproblemen en leidt tot ingebruikname van een nieuw halfverhard veld, samen met EMHC.
De oprichting van 'Vrienden van Oranje Zwart' in 1967 legt een basis om de voorzieningen te bekostigen en up-to-date te houden. Een aantal Eindhovense middenstanders adviseert de vereniging en gaat op zoek naar middelen om OZ ook financieel vooruit te helpen. Er komen loterijen, reclameborden, leningen en donaties ten behoeve van een gezonde exploitatie.

### Sportpark Aalsterweg
In 1968 verdwijnt het veldhandbal van het sportpark en krijgen OZ en EMHC ieder een vrijgekomen sportveld erbij. Oranje Zwart besluit om de zoektocht naar capaciteit elders te staken en definitief op sportpark Aalsterweg te blijven. Het clubhuis wordt gerenoveerd en in 1969 heropend.
Samen met EMHC wordt een competitie opgezet voor de mini's, vanaf 8 jaar. Dat blijkt zo'n succes dat andere Eindhovense verenigingen zich daarbij aansluiten. Oranje Zwart wilde ook de allerkleinsten kennis laten maken met het hockeyspel. Op initiatief van Joop Veelenturf wordt de Hockeyschool opgericht, om kleuters uit de hele burgerij op speelse wijze vertrouwd te maken met bal en stick.
De vroege entree van de jongsten en het goed opgezette jeugdbeleid maakt OZ nog aantrekkelijker en in 1973 telt Oranje Zwart al 35 jeugdteams. Er wordt actief gescout in de omgeving om talenten binnen te halen als bredere basis voor tophockey.
Het clubhuis wordt in 1977 weer eens flink uitgebreid en vier jaar later wordt veld 1 omgeploegd om plaats te maken voor het eerste volledige kunstgrasveld met kunstverlichting. Oranje Zwart is in de jaren tachtig erg succesvol, zowel op het veld als in de zaal en dat trekt veel nieuwe leden aan.
In 1988 wordt het Hockeycollege (nu: Hockey Academy) opgericht; een onafhankelijke stichting die regionaal talent uitnodigt om op de velden van Oranje Zwart extra trainingen te volgen. Hierdoor komt OZ in contact met jeugdig talent en weet de club diverse spelers en speelsters te interesseren om in OZ-teams te gaan hockeyen. Spelers en oud-spelers van Heren 1 en Dames 1 zijn graag bereid om hun talent en enthousiasme over te dragen aan de jeugd. Jeugdleden worden niet zelden van heinde en verre gebracht als zij een uitnodiging ontvangen om deel te nemen aan deze toptrainingen.
1988 is ook het jaar van het toernooi op de velden van Oranje Zwart. Dit toptoernooi tussen dames- en herenhockeykampioenen uit diverse landen. Voor de financiering van dit toernooi, zijn tientallen bedrijven bereid dit evenement te sponsoren. Om deze bedrijven waar voor hun geld te geven, wordt de Businessclub opgericht.
De Businessclub is nog steeds actief en combineert informele bijeenkomsten waar men zakelijk kan netwerken met een gemeenschappelijke passie; het hockeyspel. De Businessclub is een aparte stichting met een eigen bestuur en beleid en inmiddels 70 deelnemende bedrijven. De fondsen die worden gegenereerd, komen ten goede aan het faciliteren van tophockey bij Oranje Zwart.

### Jaren negentig
Kort voordat het befaamde Oud-Eindhoven Toernooi, editie 1992 zou plaatsvinden, wordt OZ getroffen door het volledig afbranden van het clubhuis als gevolg van kortsluiting. Deze ramp spoort alle leden aan om met talloze acties geld bij elkaar te brengen voor een nieuw clubhuis. In september 1993 wordt bij de zestigste verjaardag van de club- een nieuw, ruimer clubhuis opgeleverd met een groot terras.
In de jaren negentig gold OZ als trendsetter in het van oorsprong amateuristische Nederlandse tophockey. Onder aanvoering van voorzitter Joop Veelenturf introduceerde de club in 1995 het fenomeen spelersbetalingen. Het Duitse strafcornerkanon Carsten Fischer is de eerste buitenlandse tophockeyer die werd 'gehaald' door Oranje Zwart.
Met die transfer, later gevolgd door onder meer de komst van de Pakistaanse balvirtuoos Shahbaz Ahmed en de Australische tophockeyers Jay Stacy en Troy Elder wordt niet alleen de A-selectie versterkt, maar het hoge niveau van deze aanwinsten heeft een belangrijke voorbeeldfunctie voor jong talent.

### Aan de top
Mede dankzij de kwaliteitsinjectie heeft Oranje Zwart de aansluiting met de top van de hoofdklasse gevonden; de club bereikt in 1999, 2001, 2003 en 2005 de finale van de play-offs. Na drie keer verloren te hebben, wint het OZ-Herenteam op zondag 5 juni 2005 voor het eerst in zijn bestaan de landstitel, ten koste van HC Bloemendaal. Diezelfde avond wordt Veelenturf uitgeroepen tot erevoorzitter van Oranje Zwart. Enige smet op het kampioenschap is de degradatie, kort daarvoor, van het eerste vrouwenteam naar de overgangsklasse.
In het seizoen 2005-2006 behaalt Oranje Zwart wederom de play-offs, maar eindigt als vierde in de competitie. Robert van der Horst ontvangt de Gouden Stick als 'beste speler van het seizoen'.
De selectie van Heren-1 werd tot het seizoen 2010 getraind/gecoacht door Roger van Gent, daarna was twee jaar Sjoerd Marijne coach, en sinds 2012 is Michel van den Heuvel coach. Van den Heuvel was tussen 1999 en 2004 ook al coach van Oranje Zwart. Ageeth Boomgaardt was tot 2013 trainer van het Dames-1 team, waarmee in 2009 promotie naar de hoofdklasse werd afgedwongen. De huidige coach is Kai de Jager.
De heren van Oranje Zwart haalden in 2014 voor de tweede keer in de historie het landskampioenschap binnen. Het seizoen 2014-2015 werd het meest succesvolle seizoen in de geschiedenis van Oranje Zwart, waarin zowel het landskampioenschap werd behaald als de Euro Hockey League werd gewonnen.
In seizoen 2015-2016 plaatste de mannen van Oranje Zwart zich via de competitie opnieuw voor de play-offs voor het landskampioenschap. In de finale tegen Amsterdam H&BC wordt het derde landskampioenschap op rij behaald, door de beslissende derde wedstrijd met 2-3 te winnen.
De club telt twee water-, een semi- en één zandingestrooid kunstgrasveld(en) en deelt nog één zandveld samen met EMHC. Het terrein is gevestigd op het Gemeentelijk Sportterrein aan de Aalsterweg.

## Fusie
Het bestuur van Oranje Zwart en hockeyclub EMHC besloten om in juli 2016 samen te gaan onder de naam Oranje-Rood. Die naam en het logo werden bekendgemaakt na de wedstrijd tegen HC Kampong op 15 maart 2015.
Met de fusie kwam er na 83 jaar een einde aan een tijdperk Oranje Zwart.

## Selecties

### 2015/2016

#### Heren
- Hoofdcoach: Michel van den Heuvel
- Assistent: Frank van den Boogaard
- Assistent: Ramsey Seedorf
- Manager: Patrick Appels

| Naam                 | Rugnummer | Nationaliteit |
| -------------------- | --------- | ------------- |
| Keepers              |           |               |
| Vincent Vanasch      | 1         | België        |
| Rolf Diederen        | 32        | Nederland     |
| Verdedigers          |           |               |
| Marcel Balkestein    | 5         | Nederland     |
| Rashid Mehmood       | 6         | Pakistan      |
| Mink van der Weerden | 11        | Nederland     |
| Robert van der Horst | 24        | Nederland     |
| Middenvelders        |           |               |
| Sander Baart         | 4         | Nederland     |
| Rizwan Muhammad      | 7         | Pakistan      |
| Joep de Mol          | 8         | Nederland     |
| Niek van der Schoot  | 14        | Nederland     |
| Bob de Voogd         | 19        | Nederland     |
| Jaïr van der Horst   | 23        | Nederland     |
| Bram Huijbregts      | 25        | Nederland     |
| Benjamin Stanzl      | 26        | Oostenrijk    |
| Aanvallers           |           |               |
| Jelle Galema         | 9         | Nederland     |
| Caspar van Dijk      | 15        | Nederland     |
| Rob Reckers          | 18        | Nederland     |
| Tijn Stuve           | 20        | Nederland     |

#### Dames
- Hoofdcoach: Kai de Jager
- Assistent: Mark Jenniskens
- Assistent: Harrie Kwinten

| Naam                   | Rugnummer | Nationaliteit |
| ---------------------- | --------- | ------------- |
| Keepsters              |           |               |
| Larissa Meijer         | 22        | Nederland     |
| Nikki Mastenbroek      | 32        | Nederland     |
| Verdedigsters          |           |               |
| Babette van der Velden | 8         | Nederland     |
| Wietske Velthuijs      | 9         | Nederland     |
| Valerie Magis          | 11        | Nederland     |
| Stephanie de Groof     | 15        | België        |
| Middenveld             |           |               |
| Fione Morgenstern      | 2         | Nederland     |
| Fleur Broers           | 3         | Nederland     |
| Maud Renders           | 4         | Nederland     |
| Daphne van der Velden  | 6         | Nederland     |
| Rocio Ybarra           | 7         | Spanje        |
| Puk Holleman           | 14        | Nederland     |
| Charlotte Derkx        | 16        | Nederland     |
| Laura Nunnink          | 19        | Nederland     |
| Aanvalsters            |           |               |
| Kyra Fortuin           | 7         | Nederland     |
| Lisa Scheerlinck       | 10        | Nederland     |
| Jill Boon              | 15        | België        |

## Erelijst
- Euro Hockey League
  - Heren: 2015
- ABN AMRO Cup
  - Heren: 2008, 2009
- Landskampioen:
  - Heren: 2005, 2014, 2015, 2016
  - Dames: 1956, 1969, 1970
- Landskampioen zaalhockey:
  - Heren: 1981, 1985, 1991, 1992, 1994, 1997, 2002, 2003, 2004, 2005

### Resultaten Heren 1 en Dames 1
| 3 A |

| 3 C |

| 1 C |

| 8 |

| 7 |

| 9 |

| 9 |

| 3 A |

| 5 |

| 7 |

| 6 |

| 9 |

| 8 |

| 6 |

| 4 |

| 9 |

| 7 |

| 8 |

| 7 |

| 4 |

| 9 |

| 4 |

| 7 |

| 6 |

| 7 |

| 2 |

| 5 |

| 1 |

| 6 |

| 2 |

| 1 |

| 2 |

| 4 |

| 9 |

| 6 |

| 3 |

| 3 |

| 3 |

| 6 |

| 1 |

| 2 |

| 2 |

| 2 |

| Eerste klasse |

| Overgangsklasse |

| Hoofdklasse |

| Overgangsklasse |

| Hoofdklasse |

| Eerste klasse |

| Overgangsklasse |

| Hoofdklasse |

| Overgangsklasse |

| Hoofdklasse |

| 3 A |

| 3 C |

| 1 C |

| 8 |

| 7 |

| 9 |

| 9 |

| 3 A |

| 5 |

| 7 |

| 6 |

| 9 |

| 8 |

| 6 |

| 4 |

| 9 |

| 7 |

| 8 |

| 7 |

| 4 |

| 9 |

| 4 |

| 7 |

| 6 |

| 7 |

| 2 |

| 5 |

| 1 |

| 6 |

| 2 |

| 1 |

| 2 |

| 4 |

| 9 |

| 6 |

| 3 |

| 3 |

| 3 |

| 6 |

| 1 |

| 2 |

| 2 |

| 2 |

| Eerste klasse |

| Overgangsklasse |

| Hoofdklasse |

| Overgangsklasse |

| Hoofdklasse |

| Eerste klasse |

| Overgangsklasse |

| Hoofdklasse |

| Overgangsklasse |

| Hoofdklasse |

| 5 |

| 6 |

| 6 |

| 8 |

| 9 |

| 11 |

| 3 B |

| 8 A |

| 2 A |

| 1 A |

| 12 |

| 1 A |

| 9 |

| 11 |

| 1 A |

| 11 |

| 1 B |

| 7 |

| 9 |

| 8 |

| 9 |

| 9 |

| 9 |

| 11 |

| 3 B |

| 1 A |

| 12 |

| 1 B |

| 8 |

| 5 |

| 5 |

| 5 |

| 8 |

| 5 |

| 9 |

| Eerste klasse |

| Overgangsklasse |

| Hoofdklasse |

| Eerste klasse |

| Overgangsklasse |

| Hoofdklasse |

| 5 |

| 6 |

| 6 |

| 8 |

| 9 |

| 11 |

| 3 B |

| 8 A |

| 2 A |

| 1 A |

| 12 |

| 1 A |

| 9 |

| 11 |

| 1 A |

| 11 |

| 1 B |

| 7 |

| 9 |

| 8 |

| 9 |

| 9 |

| 9 |

| 11 |

| 3 B |

| 1 A |

| 12 |

| 1 B |

| 8 |

| 5 |

| 5 |

| 5 |

| 8 |

| 5 |

| 9 |

| Eerste klasse |

| Overgangsklasse |

| Hoofdklasse |

| Eerste klasse |

| Overgangsklasse |

| Hoofdklasse |

| 5 |

| 6 |

| 6 |

| 8 |

| 9 |

| 11 |

| 3 B |

| 8 A |

| 2 A |

| 1 A |

| 12 |

| 1 A |

| 9 |

| 11 |

| 1 A |

| 11 |

| 1 B |

| 7 |

| 9 |

| 8 |

| 9 |

| 9 |

| 9 |

| 11 |

| 3 B |

| 1 A |

| 12 |

| 1 B |

| 8 |

| 5 |

| 5 |

| 5 |

| 8 |

| 5 |

| 9 |

| Eerste klasse |

| Overgangsklasse |

| Hoofdklasse |

| Eerste klasse |

| Overgangsklasse |

| Hoofdklasse |

| 5 |

| 6 |

| 6 |

| 8 |

| 9 |

| 11 |

| 3 B |

| 8 A |

| 2 A |

| 1 A |

| 12 |

| 1 A |

| 9 |

| 11 |

| 1 A |

| 11 |

| 1 B |

| 7 |

| 9 |

| 8 |

| 9 |

| 9 |

| 9 |

| 11 |

| 3 B |

| 1 A |

| 12 |

| 1 B |

| 8 |

| 5 |

| 5 |

| 5 |

| 8 |

| 5 |

| 9 |

| Eerste klasse |

| Overgangsklasse |

| Hoofdklasse |

| Eerste klasse |

| Overgangsklasse |

| Hoofdklasse |

## Hockeyschool
Om te voorkomen dat jong talent wegloopt naar clubs uit de Randstad, wordt in 2002 het Hockey College opgericht. Deze onafhankelijke stichting nodigt talentvolle hockeyers (vanaf 13 jaar) uit de regio uit naar OZ te komen. Zij krijgen dan speciale trainingen om hun talent maximaal tot wasdom te laten komen en zich te ontwikkelen tot tophockeyer. Sinds augustus 2006 is oud-OZ-speler en international Jeroen Delmee als hoofdtrainer verbonden aan het Hockey College.

## (Oud-)internationals
De volgende (oud-)internationals hebben in hun carrière bij Oranje Zwart gespeeld:
| - Marilyn Agliotti - Sander Baart - Tina Bachmann - Marcel Balkestein - Jill Boon - Thomas Briels - Matthijs Brouwer - Darren Lee Cheesman - Gabriel Dabanch - Frederique Derkx - Troy Elder - Fareed Ahmed - Jelle Galema - Miek van Geenhuizen - Piet-Hein Geeris - Stephanie De Groof - Robert Hammond - Sander van Heeswijk - Peter van der Horst - Robert van der Horst - Ronald Jansen - Josef Kramer - Nienke Kremers - Harrie Kwinten | - Valerie Magis - Tycho van Meer - Larissa Meijer - Joep de Mol - Barbara Nelen - Laura Nunnink - Maartje Paumen - Rashid Mehmood - Rob Reckers - Rizwan Muhammad - Teun Rohof - Niek van der Schoot - Jay Stacy - Benjamin Stanzl - Elliot Van Strydonck - Margje Teeuwen - Vincent Vanasch - Daphne van der Velden - Bob de Voogd - Charlotte De Vos - Carlijn Welten - Mink van der Weerden |